# Ahmed Berhan
 Ahmed Berhan Omer,  född 24 januari 1985 i Stockholm, är en svensk ståuppkomiker, skådespelare och programledare.

## Biografi
Berhans föräldrar kom till Sverige från Eritrea när de var i 20-årsåldern. Han växte upp i Stockholmsförorten Rågsved. Han är känd för sina framträdanden med stand-upkollektivet Raw Comedy Club på Göta Lejon. Han har även medverkat i SVT:s barnprogram Ahmed i medeltiden (2010), där han var programledare, samt suttit med som gäst i radioprogrammet The voice. Han jobbade fram till 6 juni 2015 för Sveriges Radio på Tankesmedjan i P3.
Ahmed Berhan började sin karriär med stand-up på puben The Big Ben samt enstaka evenemang på Södertörns högskola, där han studerade till civilekonom. Det var under studierna på Södertörn som han lärde känna radioprataren och komikern Kodjo Akolor, som sedan introducerade honom för stand-upscenen på Big Ben.
Några kända förebilder inom ståuppkomiken som Berhan sagt sig inspireras av är Chris Rock  och Dave Chappelle. Ahmed Berhans humorstil reflekterar oftast hans personliga erfarenheter som ung invandrare i Sverige. Hans skämt är vågade och oftast satiriska, och han avhåller sig sällan från att tala ut om rasism, sex och  fördomar. Hans stil är även känd som roast, vilket ursprungligen är en amerikansk genre, då man visar väldigt lite hänsyn till den man skämtar om. Hans ståuppframträdanden är både på engelska och svenska, och han har deltagit i ett antal stand-uptävlingar utomlands. Sommaren 2010 turnerade han i Estland, Danmark, Storbritannien och Sverige.
Sedan 2022 är han programledare för underhållningsprogrammet IFS – invandrare för svenskar på SVT.

## Filmografi
- 2012 – Kontoret (TV-serie)
- 2018 – Hjärtat
- 2018–2019 – Släng dig i brunnen (TV-serie)
- 2019 – Parterapi (TV-serie)
- 2020 – Ambassadören (TV-serie)
- 2021 – Bert (TV-serie)
- 2021 – Snälla kriminella
- 2018 – Släng dig i brunnen (TV-serie)
- 2019 – Parlamentet (TV-serie)
- 2022 – IFS – invandrare för svenskar (TV-serie)

## Teater

### Roller
| År   | Roll      | Produktion             | Regi          | Teater                   |
| ---- | --------- | ---------------------- | ------------- | ------------------------ |
| 2022 | Ali m.fl. | Mizeria Melody Farshin | Astrid Kakuli | Kulturhuset Stadsteatern |